# فرنسيسكو غارسيا (لغوي)
فرنسيسكو غارسيا (بالإسبانية: Francisco García Tortosa)‏ (و. 1937  م) هو لغوي، وناقد أدبي، وأستاذ جامعي، ومترجم إسباني.

## مناصب
تولى منصب عميد
.

## التعليم
تعلم في جامعة سلامنكا
.